# Jon Elliott

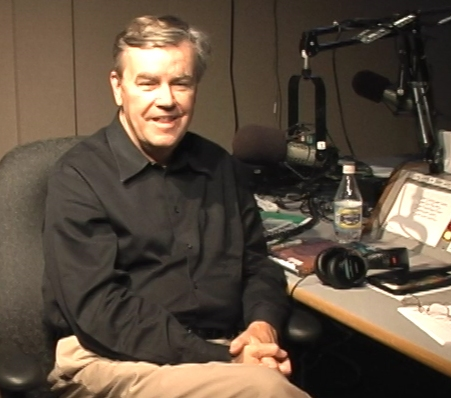
Jon Elliott 2009

Jon Elliott (* Juni 1947) ist ein US-amerikanischer Radiomoderator. Er wurde bekannt durch die Sendung „This is Air America with Jon Elliott“ bei dem Netzwerk Air America.
Vor seiner Karriere als Radiomoderator war Elliott in leitender Positionen und als Geschäftsführer verschiedener Firmen tätig. Er leitete Gesundheits- und Lebensmittel-Unternehmen. Er war auch CEO der öffentlichen Firmen Capitol Television Network und Royal Casino Group.
Im Oktober 2004 startete die Jon Elliott Show einmal wöchentlich auf KLSD in San Diego. Ab September 2006 lief die Sendung auf Air America und wurde US-weit verbreitet. Unter der Marke „This Is America with Jon Elliott“ lief die Sendung später wochentäglich und wurde auch über Sirius XM „America Left“ verbreitet. Die Sendung wurde im Mai 2009 eingestellt.